# Christoph Vitzthum von Eckstedt (1552–1599)

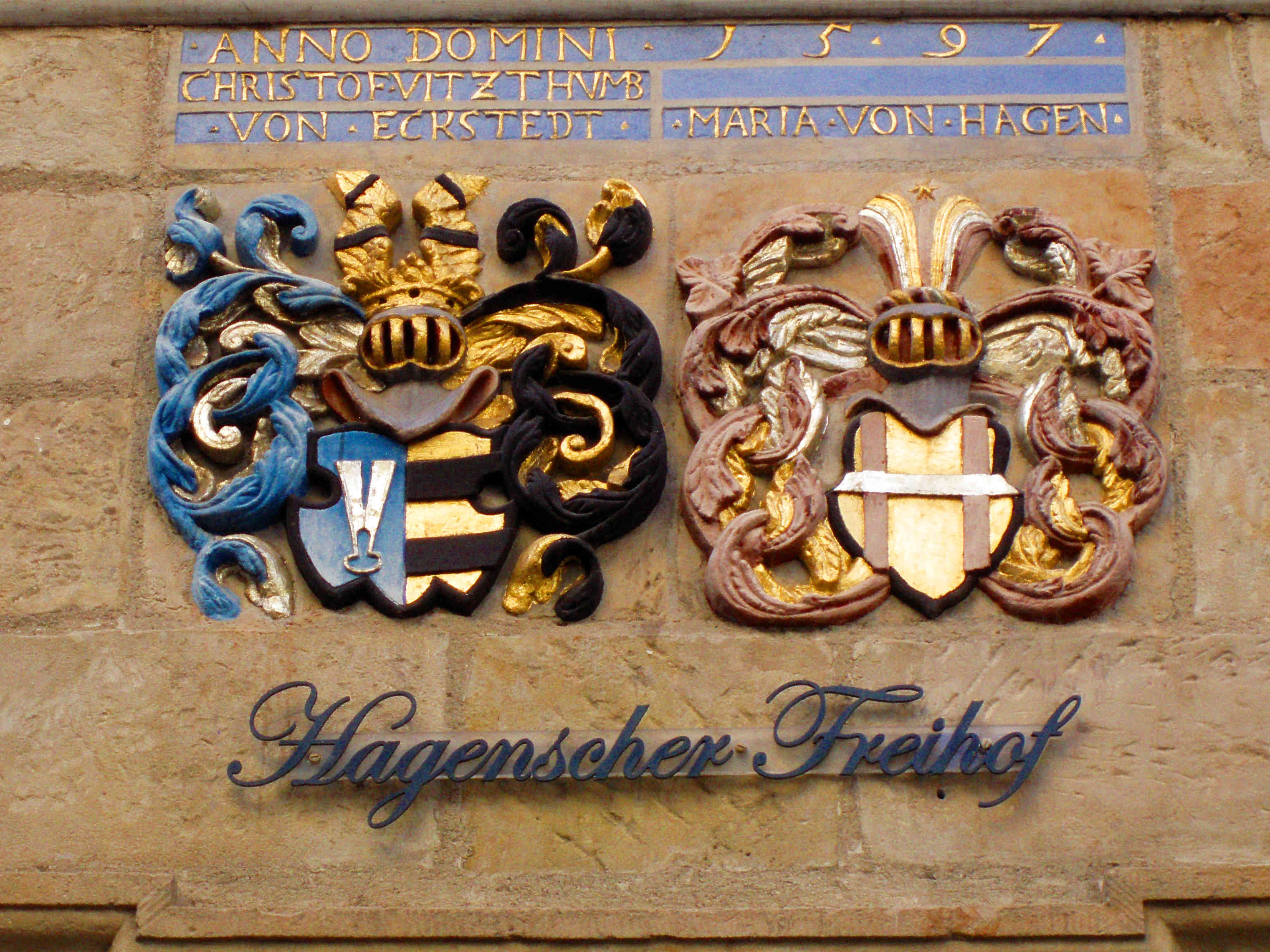
Doppelwappen am Freihof in Quedlinburg

Christoph Vitzthum von Eckstedt, auch von Eckstädt, (* 1552; † 19. Juli 1599) war ein kursächsischer Beamter und Offizier.

## Leben
Er stammte aus dem Adelsgeschlecht Vitzthum von Eckstedt und war Mitbesitzer der Rittergüter Kannawurf und des Familienstammgutes Eckstedt, dessen Anteil er 1591 verkaufte.
Als Stallmeister trat er zunächst in den Dienst des Erzstiftes Magdeburg. Später wurde er Hauptmann zu Altenburg und zuletzt kursächsischer Oberst und Stiftshauptmann von Quedlinburg. Sein dortiges Wohnhaus von 1597, der Vitzthum von Eckstedtsche Freihof, hat sich bis heute erhalten.
Verheiratet war er mit Maria von Hagen, der Tochter des Landrats Christoph von Hagen.
Christoph Söhne waren Georg, Johann Friedrich, Christoph Vitzthum von Eckstedt (1594–1653) und Johann.